# 결각목
결각목(欠脚目, Aïstopoda 아이스토포다[*])은 석탄기에서 페름기 전기까지 유럽과 북아메리카에 서식한 뱀처럼 생긴 양서류들이다. 그 크기는 불과 5 센티미터에서 약 1 미터까지 다양했다.